# Malma kyrka, Västergötland
Malma kyrka i Malma församling var en sockenkyrka i Skara stift som 1869 ersattes med den för församlingarna Längnum, Hyringa och Malma församlingar gemensamma Fridhems kyrka. 
Vid den gamla kyrkans plats finns ännu en ödekyrkogård som är 47 meter lång och 43 meter bred, omgiven av en kallmurad stenmur. Mitt på kyrkogården finns den nästan helt övertorvade grunden efter kyrkan. Kyrkogrunden är tretton gånger åtta meter och orienterad i öst-västlig riktning. På kyrkogården finns en minnessten med texten: "Malma åldriga stenkyrka stod här intill år 1868. Ty platsen där du står är helig mark 2 Mos. K 3 V 5". Kyrkan uppfördes av byggmästaren Anders Pettersson från Värsås.
På nordvästra delen av kyrkogården fanns en klockstapel, med rymlig stenfot som även användes som bårhus. Kyrkklockorna, den ena från 1300-talet med en runinskrift Vg 222, den andra från 1772, har överförts till Fridhems kyrka.
På en annan plats i Malma socken uppfördes 1934 Malma kapell.

## Dopfunten från Malma

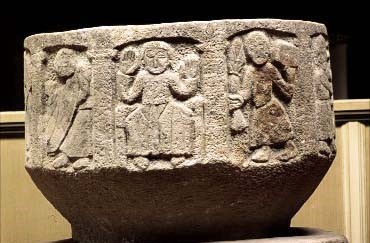
Malma gamla kyrkas dopfunt, indelad i nio arkader. Nu i Fridhems kyrka.
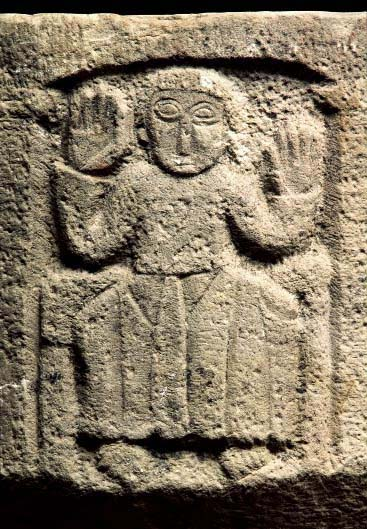
Tronande man
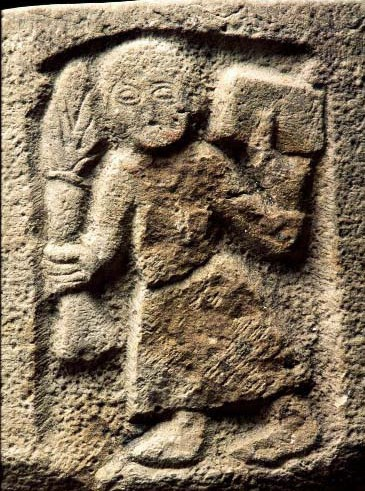
Sankt Antonius eremiten med sitt attribut eld.
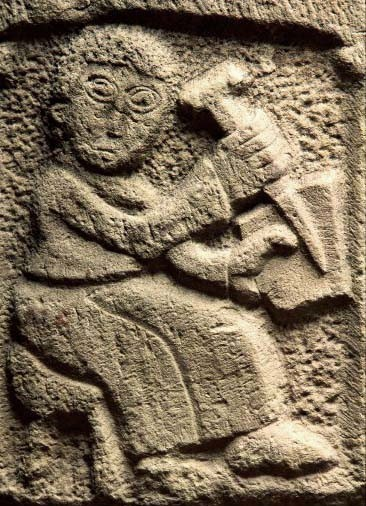
Man med stylus och vaxtavla.
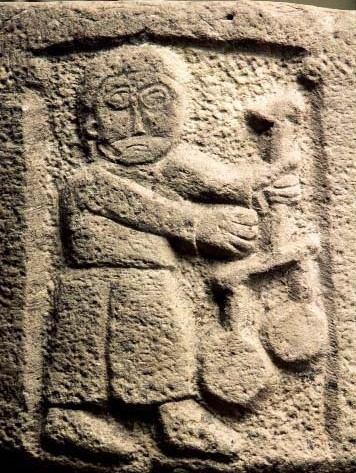
Mikaels själavägning
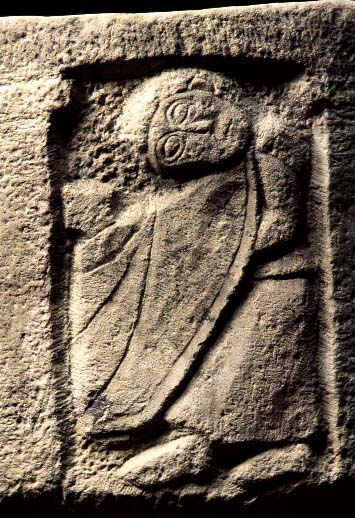
En av nio arkader på dopfunten.
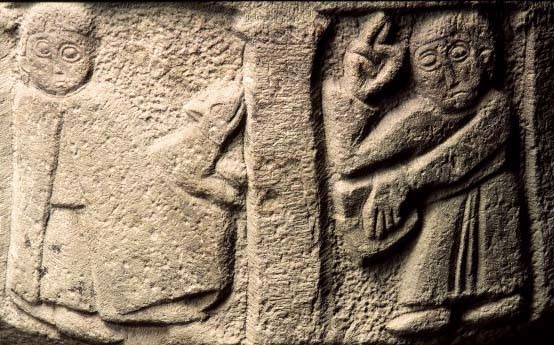
Detalj av dopfunt.
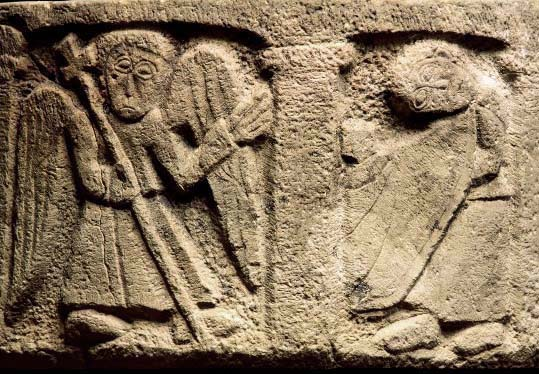
Bebådelsen?
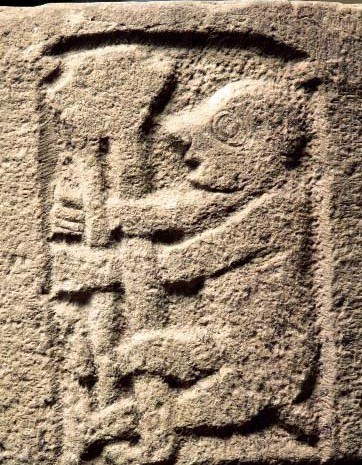
Fjättrad djävul
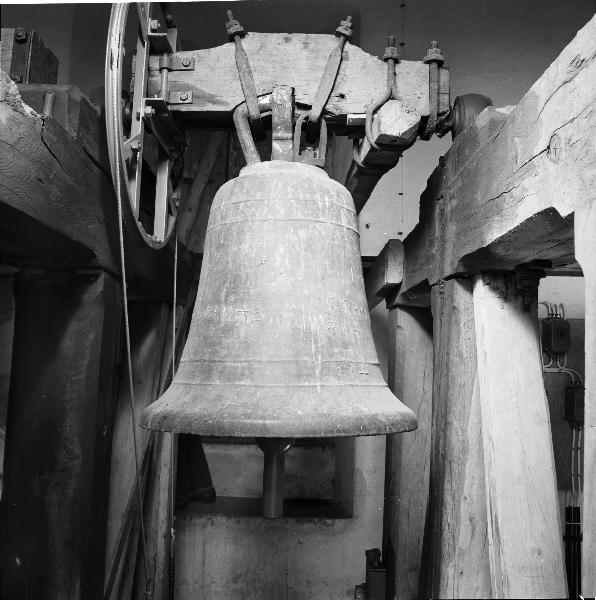
Kyrkklocka överförd till Fridhems kyrka.
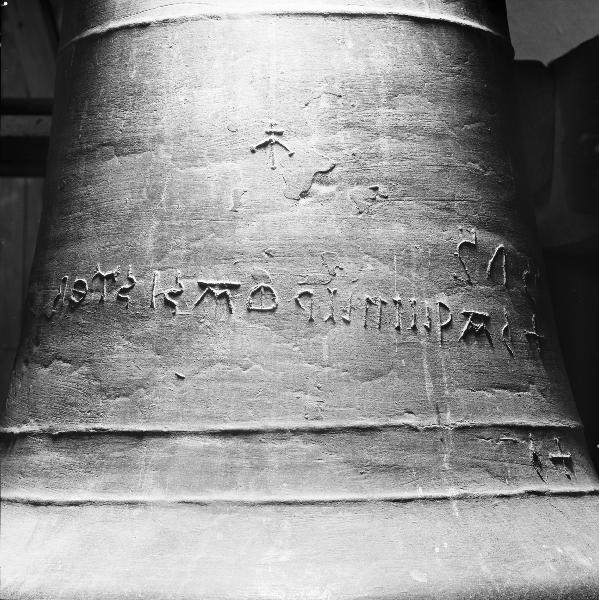
Detalj av klocka med inskription.